# Imane Merga
Imane Merga Jida (Tulu Bolo, 15 oktober 1988) is een Ethiopische atleet, die gespecialiseerd is in de 5000 en 10.000 m.

## Carrière
Merga beleefde zijn doorbraak op de wereldkampioenschappen van 2009 in Berlijn met een vierde plaats op de 10.000 m. Bij de wereldatletiekfinale in het Griekse Thessaloniki won hij een gouden medaille op de 5000 m. Hij versloeg bij deze wedstrijd tien Kenianen en één landgenoot. Via een fotofinish moest uitgemaakt worden dat hij gewonnen had. Twee jaar later, op de WK in Daegu, behaalde hij het brons op diezelfde afstand. Die prestaties kon hij tijdens de WK in Moskou niet evenaren: hij eindigde op de 10.000 m als twaalfde in 27.42,02.
Zijn grootste succes boekte Merga in 2011 met het winnen van de wereldtitel bij het veldlopen. Twee jaar later moest hij bij de wereldkampioenschappen genoegen nemen met een zilveren medaille in deze discipline.
In 2012 slaagde hij er niet in zich te plaatsen voor de Olympische Spelen van Londen.
Imane Merga is getrouwd en wordt gesponsord door Adidas.

## Titels
- Wereldkampioen veldlopen - 2011

## Persoonlijke records
Baan
| Onderdeel | Prestatie | Datum           | Plaats    |
| --------- | --------- | --------------- | --------- |
| 3000 m    | 7.39,96   | 15 mei 2015     | Doha      |
| 5000 m    | 12.53,58  | 6 augustus 2010 | Stockholm |
| 10.000 m  | 26.48,35  | 3 juni 2011     | Eugene    |

Weg
| Onderdeel      | Prestatie | Datum            | Plaats   |
| -------------- | --------- | ---------------- | -------- |
| 10 km          | 27.47     | 26 december 2010 | Houilles |
| 15 km          | 43.18     | 6 oktober 2013   | Lissabon |
| halve marathon | 1:02.40   | 6 oktober 2013   | Lissabon |

## Palmares

### 3000 m
- 2008:  Sotteville Meeting in Sotteville-les-Roune - 7.53,62
- 2015: 4e Doha Diamond League - 7.39,96

### 5000 m
- 2007:  MAI-Galan in Malmo - 13.33,52
- 2007: 4e Città di Pergine Internazionale - 13.40,60
- 2008:  Artur Takac Memorial in Belgrado - 13.24,29
- 2008: 5e Golden Spike in Ostrava - 13.08,20
- 2009: 4e Reebok Grand Prix in New York - 13.04,68
- 2009:  Pennsylvania Distance Festival in West Chester - 13.26,26
- 2009:  Notturna di Milano in Milaan - 13.19,63
- 2009:  Memorial Van Damme – 12.55,66
- 2009:  Wereldatletiekfinale - 13.29,75
- 2010:  Eindzege Diamond League
- 2010:  Qatar Athletic Super Grand Prix – 13.05,20
- 2010:  Bislett Games - 12.53,81
- 2010:  Golden Gala - 13.00,12
- 2010:  Prefontaine Classic - 13.00,18
- 2010:  British Grand Prix – 13.00,48
- 2010: 5e Afrikaanse kamp. - 13.41,98
- 2010:  DN Galan- 12.53,58
- 2010:  Weltklasse Zürich - 12.56,34
- 2010: 5e IAAF/VTB Continental Cup - 14.00,53
- 2011:  Eindzege Diamond League
- 2011:  Golden Gala - 12.54,21
- 2011:  Athletissima - 12.59,47
- 2011:  Birmingham Grand Prix - 13.07,63
- 2011: 4e Herculis - 12.55,47
- 2011: DSQ WK (kwal.: 13.37,96)
- 2011:  Memorial Van Damme – 12.58,32
- 2012:  Bislett Games - 12.59,77
- 2014: 4e Palio Città della Quercia in Rovereto - 13.27,04
- 2015: 4e Golden Gala - 12.59,04
- 2015: 13e WK - 14.01,60

### 10.000 m
- 2008:  Franse kamp. - 27.33,53
- 2009:  Ethiopische kamp. - 28.46,04
- 2009:  Meeting Lille Metropole in Villeneuve d'Ascq - 27.33,87
- 2009: 4e WK - 27.15,94
- 2011:  Prefontaine Classic- 26.48,35
- 2011:  WK - 27.19,14
- 2013: 12e WK - 27.42,02
- 2013:  Prefontaine Classic - 27.12,37
- 2013:  Folksam Grand Prix - 26.57,33
- 2014: 5e Afrikaanse kamp. - 28.17,75
- 2015:  Ethiopische Trials - 27.17,63

### 10 km
- 2008:  São Silvestre da Amadora - 29.27
- 2009:  Corrida van Houilles - 28.37
- 2009:  Corsa Internazionale di San Silvestro in Bolzano - 28.45,3
- 2010:  Giro Media Blenio in Dongio - 29.02,3
- 2010:  Corrida van Houilles - 27.47
- 2010:  Corsa Internazionale di San Silvestro Boclassic in Bolzano - 28.32,6
- 2011:  Giro Media Blenio in Dongio - 28.17,8
- 2011:  Memorial Peppe Greco in Scicli - 28.37,8
- 2011:  Corrida van Houilles - 28.18
- 2011:  Corsa Internazionale di San Silvestro Boclassic in Bolzano - 28.17,1
- 2012:  Corribianco in Bianco - 28.13
- 2012:  Corsa Internazionale di San Silvestro Boclassic in Bolzano - 29.12,3
- 2013:  Giro Media Blenio in Dongio - 28.23,1
- 2013: 5e Peppe Greco in Scicli - 29.42
- 2013:  Giro Internazionale Città di Trento - 29.03
- 2013:  Corsa Internazionale di San Silvestro in Bolzano - 28.43,8
- 2014:  San Silvestro Boclassic in Bolzano - 29.07,3
- 2015:  San Silvestro Boclassic in Bolzano - 28.56,6

### halve marathon
- 2012:  Great North Run - 59.56
- 2013: 5e halve marathon van Lissabon - 1:02.40

### veldlopen
- 2011:  WK in Punta Umbria - 33.50
- 2013:  WK in Bydgoszcz - 32.51